# 大衛·威廉臣
大衛·威廉臣（David Williamson，1975年12月15日–），也可稱作（Davy Williamson），生於香港，已退役北愛爾蘭裔香港足球運動員，司職右中場，歷來第二位登陸歐洲聯賽的香港球員，以香港外援的身份效力多間歐洲球會，曾入選香港足球代表隊，雖然身材矮小但具有速度，不過射術和腳法都一般，而開死球的落點傳中卻不錯，現居英國曼徹斯特。

## 球會生涯
在出生於香港及成長，父親也港在工作，2歲時整家移民北愛爾蘭的一座城市恩尼斯基林。威廉臣首先效力北愛爾蘭超級足球聯賽球會十字軍，之後曾效力馬瑟韋爾和劍橋聯等球會。1999年，威廉臣來港發展效力二合，其後轉投快譯通，當時只有24歲的威廉臣因為掛念家人而中途與球會解約。離港後一直音訊全無，直到威廉臣以香港外援的身份加盟愛爾蘭超級聯賽球會布咸美恩斯，並曾在歐霸盃對凱沙羅頓的比賽中上陣，但他沒有取得正選位置，之後效力布雷流浪。由於他只是效力愛爾蘭聯賽球隊，加上香港球迷也對他了解不足，傳媒沒有報導，絕大部份球迷也不知有一位香港人在外地球隊效力。2004年，威廉臣重返香港加盟傑志。 在香港經過一季後到歐洲落班，曾到凱特靈(英國)試腳、之後效力TP-47(芬蘭)、在2005年加盟希伯尼安斯(馬耳他)及比爾基卡拉(馬耳他)。

## 國際賽生涯
威廉臣曾代表香港U20比賽。1999–00球季，威廉臣曾入選亞洲盃預賽的香港集訓隊，但只是曾在對傑志及深圳平安的友賽中出場，當中在與傑志的友賽中，威廉臣梅開二度助香港以3–2擊敗傑志，不過由於當時相同位置的選擇太多，導致威廉臣最後落選。

## 外部連結
- - worldfootball.net （页面存档备份，存于）
- David Williamson - Transfermarkt  （页面存档备份，存于）